# 15.º distrito electoral de Chile (1990-2018)
El Distrito 15 para el Congreso de la República de Chile, estuvo vigente entre 1990 y 2018, y corresponde a parte de la región de Valparaíso, Chile. El territorio del distrito hoy es parte del nuevo distrito 7.

## Localidades que incluye
Este distrito incluye las siguientes localidades:
- Algarrobo
- Barrancas
- Cartagena (Chile)
- Casablanca
- Costa Azul
- Cuncumén
- El Quisco
- El Tabo
- Guaylandia
- Isla Negra
- Las Cruces
- Llolleo
- Punta de Tralca
- Tunquén
- Quintay
- San Antonio
- San Sebastián
- Santo Domingo (Chile)
- Valle Hermoso (Chile)

## Candidatos a Diputados en la elección para el congreso 2009
- Carmen Ibáñez Soto[2][3][4]
- Claudio Poblete Herrera[5][6][7]
- Cosme Caracciolo Alvaréz
- Fernando Rodríguez Vicuña[8]
- Fernando Soto Muñóz[9][10]
- María José Hoffmann Opazo[11]
- Nelson de la Barra Castro[12]
- Patricio Tombolini Véliz[13][14]
- Rosa Leal Fuentes
- Victor Torres Jeldes

## Referencia y notas de pie
1. ↑  «Distriton15». Archivado desde el original el 3 de noviembre de 2011. Consultado el 6 de enero de 2019.
2. ↑  «Noticias acerca de Carmen Ibáñez». Archivado desde el original el 30 de noviembre de 2009. Consultado el 6 de enero de 2019.
3. ↑  «Entrevista a Carmen Ibáñez Soto Candidata a Diputada». Archivado desde el original el 6 de enero de 2010. Consultado el 6 de enero de 2019.
4. ↑  Página Facebook de Carmen Ibáñez
5. ↑  Pagina  Facebook de Claudio Poblete Herrera
6. ↑  «Claudio Poblete Herrera». Archivado desde el original el 30 de noviembre de 2009. Consultado el 6 de enero de 2019.
7. ↑  «Entrevista a Claudio Poblete Herrera Candidato a Diputado». Archivado desde el original el 5 de enero de 2010. Consultado el 6 de enero de 2019.
8. ↑  «Fernando Rodríguez Vicuña». Archivado desde el original el 30 de noviembre de 2009. Consultado el 6 de enero de 2019.
9. ↑  «Fernando Soto Muñóz». Archivado desde el original el 30 de noviembre de 2009. Consultado el 6 de enero de 2019.
10. ↑  «Entrevista a Fernando Soto Muñóz Candidato a Diputado». Archivado desde el original el 5 de enero de 2010. Consultado el 6 de enero de 2019.
11. ↑  «María José Hoffmann». Archivado desde el original el 30 de noviembre de 2009. Consultado el 6 de enero de 2019.
12. ↑  «Nelson de la Barra Castro». Archivado desde el original el 5 de enero de 2010. Consultado el 6 de enero de 2019.
13. ↑  «Patricio Tombolini». Archivado desde el original el 5 de enero de 2010. Consultado el 6 de enero de 2019.
14. ↑  «Entrevista a Patricio Tombolini Véliz Candidato a Diputado». Archivado desde el original el 5 de enero de 2010. Consultado el 6 de enero de 2019.